# الاعبار (أسلم)

تعديل مصدري - تعديل

الاعبار هي إحدى قرى عزلة أسلم اليمن بمديرية أسلم التابعة لمحافظة حجة، بلغ تعداد سكانها 10 نسمة حسب تعداد اليمن لعام 2004.